# 中國窮台策略
中國窮台策略，是中華人民共和國對台灣採用的經濟封鎖策略，搭配對台優惠，對台灣進行經濟制裁，希望經由減少台灣對外貿易，經濟上更依賴中國大陸，讓台灣經濟變得窮困，以此讓台灣人民願意接受中華人民共和國統治，推進中華人民共和國統一台灣。這是中華人民共和國對台實施經濟統戰策略與和戰兩手策略的政策之一，屬於灰色地帶侵擾，在習近平2012年出任中國共產黨總書記成為中國最高領導人之後，外界認為中華人民共和國對台灣採取了這項策略，但中華人民共和國政府從未正式對外承認過採用相關政策。
台灣方面認為這是一種準侵略行動，是中國入侵台灣的手段之一。

## 概論
自1949年中華人民共和國建國之後，在一中原則下，對外宣稱擁有台灣主權。在美國支持之下，中華民國政府統治台灣，與中華人民共和國分離，由中華人民共和國統治中國，形成臺海現狀。為了取得台灣，中華人民共和國除了採取軍事手段之外，也採用許多非軍事手段施壓。
在江澤民、胡錦濤至習近平執政初期，中華人民共和國對台灣曾採用讓利政策，吸引台灣產業至中國大陆發展，增加台灣對中國大陆的經濟依賴。台灣前總統李登輝認為讓利政策的目標在掏空台灣經濟與人才，使台灣經濟喪失競爭性與自主性。台灣經濟官員與經濟學者等人認為在中國大陆對於台灣的讓利政策中，台灣沒有實際得到經濟利益。台灣產業與人才移至中國大陆，對於台灣經濟有不利影響。台灣《天下雜誌》根據取得的中華人民共和國海關統計數據，認為ECFA雖然讓台灣對中國大陆出口數量增加，但造成台灣經濟競爭力下降。
在2014年太陽花學運反對《海峽兩岸服務貿易協議》，以至於蔡英文當選中華民國總統之後，中華人民共和國最高領導人習近平對台灣採取一系列不友好行動，包括禁止台灣農漁產品輸出中國大陆，到逐步中止台輸出至中國大陸產品的ECFA關稅減讓項目。外界認為，這些舉動屬於「窮台」（Impoverish Taiwan）策略，被認為是一種在經貿上的中國切香腸策略，目標在讓台灣接受九二共識，走向統一。
在中國共產黨20大召開之後，中华人民共和国政府結束了讓利政策，對台灣進行經濟封鎖。在賴清德當選中華民國總統之後，中國大陆加強了窮台政策的推行，以利中國入侵臺灣。

## 實施手段
中華人民共和國的窮台策略的實施手段包括：
1. 中斷中國大陸觀光團赴台灣觀光
2. 減少與停止ECFA的關稅減讓項目，實質上中止ECFA
3. 對台灣輸入中國大陸的產品採用非關稅壁壘，包括以檢疫等名義阻止台灣農產品輸入中國大陸
4. 對在中國大陸發展的台灣人進行政治審查，對台灣政府施加壓力，例如徹查在中國大陸的台灣影歌星政治背景
5. 吸引台灣的產業，與吸引台灣各種人才至中國大陸發展，造成磁吸效應，掏空台灣產業
6. 聯合東協國家提高台灣進口關稅

## 歷史
2018年，中華人民共和國發布《關於促進兩岸經濟文化交流合作的若干措施》，俗稱惠台31項政策。放寛台灣人至中國大陸工作及投資的限制，被認為是希望經由吸收台灣人才與產業，以達成窮台策略。
2014年，中華人民共和國宣布對台灣輸出中國的2,455項產品進行貿易限制。
2024年，中華人民共和國宣布終止《海峽兩岸經濟合作框架協議》（ECFA）部分產品關稅減讓，其中包括來自台灣的134項產品。

## 台灣策略
為了對抗中華人民共和國的窮台策略，在李登輝總統時代，曾採用戒急用忍與南向政策來進行反制。蔡英文政府時期曾推動新南向政策，加強對東南亞國家的投資。